# 계시록 (영화)
"계시록"(영어: Revelations)은 2025년 3월 21일 넷플릭스에서 공개된 한국 스릴러 영화로, 연상호가 감독과 공동 각본을 맡았으며, 동명 웹툰이 원작이다.

## 작품 개요
실종 사건의 범인을 단죄하는 것이 신의 계시라 믿는 목사와, 죽은 동생의 환영에 시달리는 실종 사건 담당 형사가 각자의 믿음을 쫓으며 벌어지는 이야기

## 제작진

### 감독
- 연상호

### 각본
- 연상호
- 최규석

### 캐스팅
- 류준열 : 성민찬 역
- 신현빈 : 이연희 역
- 신민재 : 권양래 역